# Gynoplistia (Gynoplistia) alice
Gynoplistia (Gynoplistia) alice is een tweevleugelige uit de familie steltmuggen (Limoniidae). De soort komt voor in het Australaziatisch gebied.